# Петко Петков (футболист, р. 1971)
Вижте пояснителната страница за други личности с името Петко Петков.
Петко Петков е български футболист, вратар, и треньор по футбол. Роден е на 2 февруари 1971 г. в Габрово.

## Кариера
Юноша на Янтра (Габрово). От 1987 до 1993 г. играе за Янтра в А и Б група. През 1993 преминава в ЦСКА, с който става шампион и носител на купата през 1996/97, определен за най-добър вратар във вътрешното ни първенство. Изиграва 69 мача в А група, като през 1998 губи титулярното си място от Ивайло Иванов
Играе един сезон в Левски (Кюстендил) и три сезона в немския Бабелсберг.
Бивш юношестки национал.
От лятото на 2008 до януари 2010 е треньор на вратарите в Локомотив (Мездра). От януари 2010 е треньор на вратарите в ЦСКА. От януари 2013 е треньор на вратарите в Ботев Пловдив.
Има лиценз UEFA Pro.